# كأس الأمم الإفريقية 1986
كأس الأمم الإفريقية 1986 هي النسخة الخامسة عشرة من كأس الأمم الإفريقية، وهي بطولة كرة قدم الإفريقية (الكاف). واستضافتها مصر. تمامًا كما حدث في 1984، تم تقسيم الملعب المكون من ثمانية فرق إلى مجموعتين من أربعة فرق ويتأهل أول وثاني كل مجموعة إلى الدور النصف نهائي. فازت مصر ببطولتها الثالثة، بفوزها على الكاميرون في ركلات الترجيح 5–4 بعد التعادل السلبي.

## الفرق المتأهلة
الفرق الثمانية المتأهلة هي:
- الجزائر
- الكاميرون (حامل اللقب)
- ساحل العاج
- مصر (المضيف)
- المغرب
- موزمبيق
- السنغال
- زامبيا

## الأماكن
لعبت المسابقة في مكانين في القاهرة والإسكندرية.
| القاهرة             | القاهرة الإسكندريةكأس الأمم الإفريقية 1986 (مصر) | الإسكندرية      |
| ستاد القاهرة الدولي | القاهرة الإسكندريةكأس الأمم الإفريقية 1986 (مصر) | ستاد الإسكندرية |
| السعة: 90,000       | القاهرة الإسكندريةكأس الأمم الإفريقية 1986 (مصر) | السعة: 15,000   |
|                     | القاهرة الإسكندريةكأس الأمم الإفريقية 1986 (مصر) |                 |

## دور المجموعات

### المجموعة الأولى
| المنتخب    | لعب | ف | ت | خ | له | عليه | ف.أ | نقاط |
| ---------- | --- | - | - | - | -- | ---- | --- | ---- |
| مصر        | 3   | 2 | 0 | 1 | 4  | 1    | +3  | 4    |
| ساحل العاج | 3   | 2 | 0 | 1 | 4  | 2    | +2  | 4    |
| السنغال    | 3   | 2 | 0 | 1 | 3  | 1    | +2  | 4    |
| موزمبيق    | 3   | 0 | 0 | 3 | 0  | 7    | −7  | 0    |

| السنغال | 1–0   | مصر |
| ------- | ----- | --- |
| يوم 67' | تقرير |     |

| ساحل العاج                  | 3–0   | موزمبيق |
| --------------------------- | ----- | ------- |
| تراوريه 25'، 74' · ندري 86' | تقرير |         |

| السنغال               | 2–0   | موزمبيق |
| --------------------- | ----- | ------- |
| فال 28' · بوكاندي 83' | تقرير |         |

| مصر                       | 2–0   | ساحل العاج |
| ------------------------- | ----- | ---------- |
| غريب 73' · عبد الحميد 83' | تقرير |            |

| ساحل العاج  | 1–0   | السنغال |
| ----------- | ----- | ------- |
| تراوريه 71' | تقرير |         |

| مصر              | 2–0   | موزمبيق |
| ---------------- | ----- | ------- |
| أبو زيد 13'، 15' | تقرير |         |

### المجموعة الثانية
| المنتخب   | لعب | ف | ت | خ | له | عليه | ف.أ | نقاط |
| --------- | --- | - | - | - | -- | ---- | --- | ---- |
| الكاميرون | 3   | 2 | 1 | 0 | 7  | 5    | +2  | 5    |
| المغرب    | 3   | 1 | 2 | 0 | 2  | 1    | +1  | 4    |
| الجزائر   | 3   | 0 | 2 | 1 | 2  | 3    | −1  | 2    |
| زامبيا    | 3   | 0 | 1 | 2 | 2  | 4    | −2  | 1    |

| الجزائر | 0–0   | المغرب |
| ------- | ----- | ------ |
|         | تقرير |        |

| الكاميرون                                | 3–2   | زامبيا                          |
| ---------------------------------------- | ----- | ------------------------------- |
| ميلا 46' · مفدي 67' (ركلة.)، 82' (ركلة.) | تقرير | شابالا 65' · بواليا 77' (ركلة.) |

| الجزائر | 0–0   | زامبيا |
| ------- | ----- | ------ |
|         | تقرير |        |

| الكاميرون | 1–1   | المغرب    |
| --------- | ----- | --------- |
| ميلا 89'  | تقرير | كريمو 63' |

| المغرب                   | 1–0   | زامبيا |
| ------------------------ | ----- | ------ |
| جونز تشيلنجي ‏ 18' (ه.ذ.) | تقرير |        |

| الكاميرون                     | 3–2   | الجزائر              |
| ----------------------------- | ----- | -------------------- |
| كانا بييك 66'، 70' · ميلا 72' | تقرير | ماجر 61' · ماروك 73' |

## مرحلة خروج المغلوب
|  | نصف النهائي          | نصف النهائي       |       |                   | النهائي           | النهائي |  |
|  |                      |                   |       |                   |                   |         |  |
|  | 17 مارس – الإسكندرية |                   |       |                   |                   |         |  |
|  | الكاميرون            | 1                 |       |                   |                   |         |  |
|  | ساحل العاج           | 0                 |       |                   |                   |         |  |
|  |                      |                   |       |                   |                   |         |  |
|  |                      |                   |       |                   | 21 مارس – القاهرة |         |  |
|  |                      |                   |       |                   | الكاميرون         | 0 (4)   |  |
|  |                      | مصر (ر.ج)         | 0 (5) |                   |                   |         |  |
|  |                      |                   |       |                   |                   |         |  |
|  |                      |                   |       |                   |                   |         |  |
|  |                      |                   |       |                   | المركز الثالث     |         |  |
|  | 17 مارس – القاهرة    | 17 مارس – القاهرة |       | 20 مارس – القاهرة | 20 مارس – القاهرة |         |  |
|  | مصر                  | 1                 |       | ساحل العاج        | 3                 |         |  |
|  | المغرب               | 0                 |       |                   | المغرب            | 2       |  |

### الدور النصف نهائي
| الكاميرون | 1–0   | ساحل العاج |
| --------- | ----- | ---------- |
| ميلا 46'  | تقرير |            |

| مصر              | 1–0   | المغرب |
| ---------------- | ----- | ------ |
| طاهر أبو زيد 79' | تقرير |        |

### مباراة تحديد المركزين الثالث والرابع
| ساحل العاج                              | 3–2   | المغرب                |
| --------------------------------------- | ----- | --------------------- |
| بن صلاح ‏ 8' · كاسي كواديو 38'، 68' (ض.) | تقرير | رحياتي 44' · سهيل 85' |

### النهائي
| مصر                                            | 0–0   | الكاميرون                                        |
| ---------------------------------------------- | ----- | ------------------------------------------------ |
|                                                | تقرير |                                                  |
| ركلات الترجيح                                  |       |                                                  |
| يحيى · عبد الغني · عبده · ميهوب · شحاتة · قاسم | 5–4   | مفيديه · كوندي · مبيدا · ميلا · آودو · كانا بييك |

| بطل كأس الأمم الأفريقية لكرة القدم 1986 |
| --------------------------------------- |
| · مصر · للمرة الثالثة                   |

## الهدافون
4 أهداف
- روجيه ميلا

3 أهداف
- طاهر أبو زيد
- عبد الله تراوريه

هدفين
- أندريه كانا بييك
- لويس بول مفيديه
- لوسيان كاسي كواديو

هدف
- رابح ماجر
- كريم ماروك
- شوقي غريب
- جمال عبد الحميد
- كواسي ندري
- عمر بن صلاح
- عبد الكريم ميري كريمو
- عبد الفتاح رحياتي
- محمد سهيل
- جول بوكاندي
- سقوط بابي
- ثيرنو يوم
- كالوشا بواليا
- مايكل شابالا  [لغات أخرى]‏

هدف عكسي
- جونز شيلينجي (ضد المغرب)

## فريق الكاف للبطولة
| حارس المرمي | المدافعون                                        | لاعبو الوسط                                      | المهاجمون                |
| ----------- | ------------------------------------------------ | ------------------------------------------------ | ------------------------ |
| توماس نكونو | أندريه كانا بييك علي شحاتة روجر ميندي ربيع ياسين | إميل مبوه مجدي عبد الغني مصطفى عبده طاهر أبو زيد | روجيه ميلا كالوشا بواليا |